# Virginie Dedieu
Virginie Dedieu   (Ais de Provença, 25 de febrer de 1979) és una nedadora francesa, ja retirada, especialitzada en natació sincronitzada, guanyadora d'una medalla olímpica.
Durant la seva carrera esportiva va prendre part en tres edicions dels Jocs Olímpics d'Estiu, el 1996, 2000 i 2004. El 1996, a Atlanta, fou cinquena en la prova per equips. El 2000, a Sydney, junt a Myriam Lignot, guanyà la medalla de bronze en la prova de duet, mentre en la prova per equips fou quarta. El 2004, a Atenes, fou cinquena en la prova de duet.
En el seu palmarès també destaquen sis medalles en el Campionat del Món, tres d'or, dues de plata i una de bronze, entre el 1998 i el 2007, així com tretze medalles en el Campionat d'Europa, tres d'or, set d'or i tres de bronze, entre el 1997 i el 2004.
El 2005 es retirà per estudiar arquitectura i interiorisme, però el 2007 tornà a la competició per guanyar el seu tercer, i darrer, mundial. El 2015, als Campionats del Món disputats a Kazan, fou quarta en el duet mixt.
Ha estat comentarista de les proves de natació sincronitzada en diferents Jocs Olímpics per France Télévisions. Les piscines de Fuvèu porten el seu nom. El gener de 2006 fou nomenada Dama de la Legió d'Honor.